# 스페인의 카를로타 호아키나
스페인의 카를로타 조아키나(Carlota Joaquina de Bourbon e Bourbon, 1775년 4월 25일 ~ 1830년 1월 7일)는 포르투갈 왕비로 주앙 6세의 아내이다.

## 생애
카를로스 4세와 마리아 루이사 왕비의 장녀로, 아랑후에스에서 태어났다. 카를로타의 친가 쪽 조부모는 카를로스 3세와 작센의 마리아 아말리아였고, 외가 쪽 조부모는 파르마 공 필리포와 프랑스의 엘리사베타였다. 카를로스 3세와 파르마 공 필리포는 형제였고, 그들의 누이 마리안나 빅토리아는 포르투갈 국왕 포르투갈의 주제 1세의 왕비였는데 카를로스 3세와 마리아나 빅토리아는 소원해진 양국 관계를 개선하기 위해 정략결혼을 계획하였다. 그 결과 카를로타는 포르투갈의 왕자 주앙과, 카를로스 3세의 아들 가브리엘은 마리아나 빅토리아의 딸과 결혼하기로 결정되었다.
1785년 5월 8일 카를로타는 주앙과 결혼하였고 3년 뒤인 1788년 왕태자 주제의 죽음으로 남편이 브라간사 공작 및 브라질 공작이 되면서 그녀 또한 포르투갈의 왕태자비가 되었다. 카를로타와 주앙은 성격이 맞지 않았고, 아홉 번째 아이가 태어나고서부터는 사실상 별거에 들어갔다.
1807년 나폴레옹의 침공으로 포르투갈 왕실은 브라질로 피신했다. 당시 그녀의 친정인 스페인 왕실 또한 프랑스에 억류되어 있었는데 카를로타는 자신이 스페인의 왕위계승자라고 여겼다. 이후 포르투갈 왕실은 14년 만에 고국으로 들아왔고 그 사이 포르투갈의 상황은 급변해 있었다. 절대왕정이 몰락하고 자유주의에 바탕을 둔 신헌법이 채택되었는데, 절대왕정을 신봉했던 카를로타는 이에 크게 반발하였다. 그러나 남편 주앙 6세는 신헌법을 준수하려 했고 카를로타는 자신과 마찬가지로 절대왕정을 지지하는 아들 미겔과 손을 잡고 주앙 6세를 유폐시켰다. 그러나 영국의 개입으로 남편이 미겔에게 양위하게 하려던 그녀의 계획은 실패로 돌아갔고, 주앙 6세는 아들을 추방했다.
1822년 주앙 6세는 세상을 떠났고, 브라질 황제로 있는 아들 페드루 1세가 귀국하기까지 나라의 통치는 아내 카를로타가 아닌 딸 이자벨 마리아에게 맡길 것을 당부했다. 카를로타 또한 남편의 임종을 지키는 것을 거부하였고, 포르투갈 왕실에는 그녀가 주앙 6세를 독살하였다는 소문이 퍼졌다.

## 자녀
- 마리아 테레자(1793~1874)
- 프란시스코 안토니오(1795~1801)
- 마리아 이사벨(1797~1818) 스페인 왕비(페르난도 7세와 결혼)
- 페드루 1세(1798~1834) 포르투갈 국왕(페드루 4세), 브라질 황제(페드루 1세)
- 마리아 프란시스카(1800~1834)
- 이자벨 마리아(1801~1876) 포르투갈의 섭정
- 미겔(1802~1866) 포르투갈 국왕
- 마리아 다 아순산(1805~1834)
- 아나 데 제주스(1806~1857)